# Coma (astronomie)

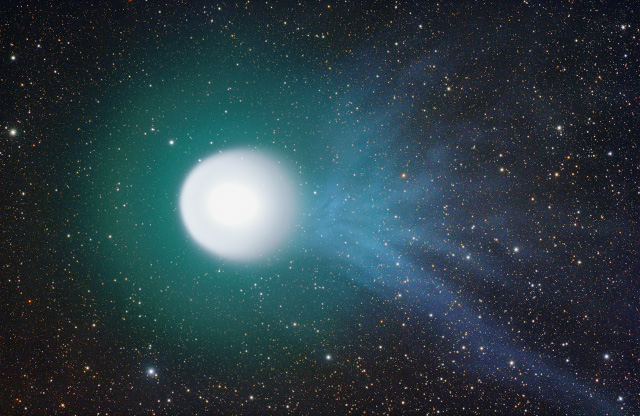
De coma van komeet 17P/Holmes met rechts het begin van de ionenstaart

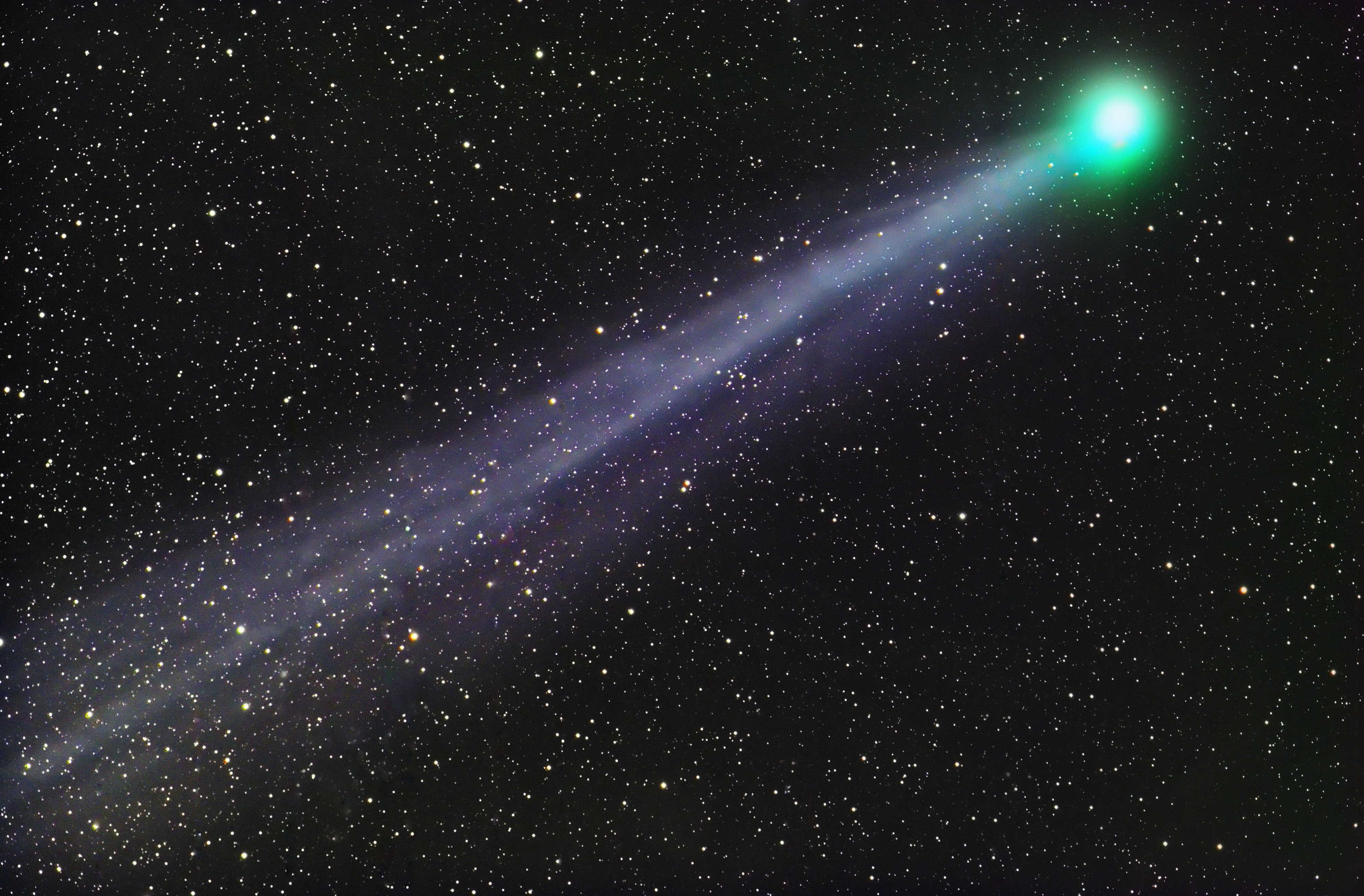
Groene coma van C/2014 Q2 (Lovejoy)

Een coma (van het Latijnse woord voor 'haar') is een nevelige wolk van gas om de kern van een komeet. De coma ontstaat wanneer de afstand van een komeet tot de zon minder dan ongeveer 5 AE is. De komeet wordt verhit en delen van het komeetoppervlak sublimeren. Deeltjes uit de coma kunnen onder invloed van de zonnewind en de baan die de komeet ten opzichte van de ster beschrijft uiteindelijk in de staart van de komeet terechtkomen.
De coma bestaat voor 90% uit H2O en stofdeeltjes, met daarnaast andere moleculen zoals CO, CO2, H2CO, CH3OH, en NH3. De coma van sommige kometen heeft een groene kleur door emissielijnen van oxalonitril (C2N2) en van C2. Rond de coma ontstaat door fotolyse van water een halo van waterstofgas die vooral straalt op ultraviolette golflengten. De diameter van een coma is enkele 100.000 tot 1.000.000 km (vergelijkbaar met de diameter van de zon).
Wanneer de coma vrijwel volledig verdwenen is, wordt gesproken over een uitgedoofde komeet